# Astragalus pennatus
Astragalus pennatus är en ärtväxtart som beskrevs av Aleksandr Andrejevitj Bunge. Astragalus pennatus ingår i släktet vedlar, och familjen ärtväxter. Inga underarter finns listade i Catalogue of Life.